# Governatori generali dell'Australia

Lo stendardo del governatore generale dell'Australia

I Governatori generali dell'Australia dal 1901 ad oggi sono i seguenti.

## Lista
| N° | Governatore                      | Governatore | Mandato          | Mandato          | Monarca | Note |
| N° | Governatore                      | Governatore | Dal              | Al               | Monarca | Note |
| -- | -------------------------------- | --- | ---------------- | ---------------- | --- | --- |
| 1  |                                  | John Adrian Louis Hope, VII conte di Hopetoun, KT, GCMG, GCVO, PC (South Queensferry, 25 settembre 1860 – 29 febbraio 1908)                 | 1º gennaio 1901  | 9 gennaio 1903   | Regina Vittoria (1837–1901) | Governatore di Victoria (28 novembre 1889 – 12 luglio 1895) Segretario di Stato per la Scozia (2 febbraio 1905 – 4 dicembre 1905) |
| 1  | Re Edoardo VII (1901–1910)       | John Adrian Louis Hope, VII conte di Hopetoun, KT, GCMG, GCVO, PC (South Queensferry, 25 settembre 1860 – 29 febbraio 1908)                 | 1º gennaio 1901  | 9 gennaio 1903   | | Governatore di Victoria (28 novembre 1889 – 12 luglio 1895) Segretario di Stato per la Scozia (2 febbraio 1905 – 4 dicembre 1905) |
| 2  |                                  | Hallam Tennyson, II barone Tennyson, GCMG, PC (Twickenham, 11 agosto 1852 – Farringford, 2 dicembre 1928)                                   | 9 gennaio 1903   | 21 gennaio 1904  | Governatore dell'Australia Meridionale (28 novembre 1889 – 12 luglio 1895) | |
| 3  |                                  | Henry Northcote, I barone Northcote, GCMG, GCIE, CB, PC (Londra, 18 novembre 1846 – 29 settembre 1911)                                      | 21 gennaio 1904  | 9 settembre 1908 | Membro del Parlamento (1º aprile 1880 –19 dicembre 1899) Governatore di Bombay (17 febbraio 1900– 5 settembre 1903) | |
| 4  |                                  | William Ward, II conte di Dudley, GCB, GCMG, GCVO, TD, PC (Londra, 25 maggio 1867 – Londra, 29 giugno 1932)                                 | 9 settembre 1908 | 31 luglio 1911   | Lord luogotenente d'Irlanda (11 agosto 1902 –11 dicembre 1905) | |
| 4  | Re Giorgio V (1910–1936)         | William Ward, II conte di Dudley, GCB, GCMG, GCVO, TD, PC (Londra, 25 maggio 1867 – Londra, 29 giugno 1932)                                 | 9 settembre 1908 | 31 luglio 1911   | Lord luogotenente d'Irlanda (11 agosto 1902 –11 dicembre 1905) | |
| 5  |                                  | Thomas Denman, III barone Denman, GCMG, KCVO, PC, JP (Londra, 16 novembre 1874 – 24 giugno 1954)                                            | 31 luglio 1911   | 18 maggio 1914   | | |
| 6  |                                  | Sir Ronald Munro-Ferguson, GCMG, DL KT GCMG DL(Scozia, 6 marzo 1860 – Scozia, 30 marzo 1934)                                                | 18 maggio 1914   | 6 ottobre 1920   | Membro del Parlamento per Ross e Cromarty (11 agosto 1884 –19 dicembre 1885) Membro del Parlamento per Leith Burghs (21 agosto 1886 – 1º febbraio 1914) Segretario di Stato per la Scozia (24 ottobre 1922 – 22 gennaio 1924) | |
| 7  |                                  | Henry Forster, I barone Forster, GCMG, PC, DL (Kent, 31 gennaio 1866 – 15 gennaio 1936)                                                     | 6 ottobre 1920   | 8 ottobre 1925   | Membro del Parlamento (26 luglio 1892 –30 dicembre 1918), (30 dicembre 1918 – 12 dicembre 1919) | |
| 8  |                                  | John Baird, I visconte Stonehaven, GCMG, DSO, PC, JP, DL (Chelsea, 27 aprile 1874 – Stonehaven, 20 agosto 1941)                             | 8 ottobre 1925   | 21 gennaio 1931  | Primo Commissario delle Opere (31 ottobre 1920 –22 gennaio 1924) Ministro dei Trasporti (31 ottobre 1920 –22 gennaio 1924) | |
| 9  |                                  | Sir Isaac Alfred Isaacs, GCB, GCMG (Melbourne, 6 agosto 1855 – 12 febbraio 1948)                                                            | 21 gennaio 1931  | 23 gennaio 1936  | Membro del Parlamento per Indi (9 gennaio 1901–10 ottobre 1906) Procuratore Generale dell'Australia (6 luglio 1905–10 ottobre 1906) Giudice della Corte Suprema dell'Australia (12 ottobre 1906–2 aprile 1930) Giudice Capo dell'Australia (2 aprile 1930–21 gennaio 1931) | |
| 9  | Re Edoardo VIII (1936)           | Sir Isaac Alfred Isaacs, GCB, GCMG (Melbourne, 6 agosto 1855 – 12 febbraio 1948)                                                            | 21 gennaio 1931  | 23 gennaio 1936  | Membro del Parlamento per Indi (9 gennaio 1901–10 ottobre 1906) Procuratore Generale dell'Australia (6 luglio 1905–10 ottobre 1906) Giudice della Corte Suprema dell'Australia (12 ottobre 1906–2 aprile 1930) Giudice Capo dell'Australia (2 aprile 1930–21 gennaio 1931) | |
| 10 |                                  | The Right Honourable Alexander Hore-Ruthven, I barone Gowrie, VC, GCMG, CB, DSO, PC (Windsor, 6 luglio 1872 – Shipton Moyne, 2 maggio 1955) | 23 gennaio 1936  | 30 gennaio 1945  | Governatore dell'Australia Meridionale (14 maggio 1928–26 aprile 1934) Governatore del Nuovo Galles del Sud (15 gennaio 1935–23 gennaio 1936) | |
| 10 | Re Giorgio VI (1936–1952)        | The Right Honourable Alexander Hore-Ruthven, I barone Gowrie, VC, GCMG, CB, DSO, PC (Windsor, 6 luglio 1872 – Shipton Moyne, 2 maggio 1955) | 23 gennaio 1936  | 30 gennaio 1945  | Governatore dell'Australia Meridionale (14 maggio 1928–26 aprile 1934) Governatore del Nuovo Galles del Sud (15 gennaio 1935–23 gennaio 1936) | |
| 11 |                                  | S.A.R. Henry, duca di Gloucester, KG, KT, KP, GCB, GCMG, GCVO (Sandringham, 31 marzo 1900 – Oundle, 10 giugno 1974)                         | 30 gennaio 1945  | 11 marzo 1947    | | |
| 12 |                                  | Sir William John McKell, GCMG (Pambula, 26 settembre 1891 – Sydney, 11 gennaio 1985)                                                        | 11 marzo 1947    | 8 maggio 1953    | Membro del Parlamento del Nuovo Galles del Sud per Redfern (24 marzo 1917 – 18 febbraio 1920; 8 febbraio 1927 – 6 febbraio 1947) Premier del Nuovo Galles del Sud (16 maggio 1941–6 febbraio 1947) | |
| 12 | Regina Elisabetta II (1952-2022) | Sir William John McKell, GCMG (Pambula, 26 settembre 1891 – Sydney, 11 gennaio 1985)                                                        | 11 marzo 1947    | 8 maggio 1953    | Membro del Parlamento del Nuovo Galles del Sud per Redfern (24 marzo 1917 – 18 febbraio 1920; 8 febbraio 1927 – 6 febbraio 1947) Premier del Nuovo Galles del Sud (16 maggio 1941–6 febbraio 1947) | |
| 13 |                                  | Sir William Joseph Slim, KG, GCB, GCMG, GCVO, GBE, DSO, MC (Bristol, 6 agosto 1891 – Londra, 14 dicembre 1970)                              | 8 maggio 1953    | 2 febbraio 1960  | | |
| 14 |                                  | William Morrison, I visconte Dunrossil, GCMG, MC, QC, PC (Torinturk, Argyll, 10 agosto 1893 – Canberra, 3 febbraio 1961)                    | 2 febbraio 1960  | 3 febbraio 1961  | Ministro dell'Agricoltura, della Pesca e dell'Alimentazione (29 ottobre 1936–29 gennaio 1939) Ministro dell'Alimentazione (4 settembre 1939–3 aprile 1940) Cancelliere del Ducato di Lancaster (29 gennaio 1939–3 aprile 1940) Ministro delle Poste (15 maggio 1940–1942) Speaker della Camera dei Comuni (31 ottobre 1951–19 settembre 1959) | |
| 15 |                                  | William Sidney, VC, KG, GCMG, GCVO, PC (Chelsea, Londra, 23 maggio 1909 – Tonbridge, 5 aprile 1991)                                         | 3 agosto 1961    | 7 maggio 1965    | Membro del Parlamento per Chelsea (11 ottobre 1944–18 giugno 1945) Segretario di Stato per l'Aria (31 ottobre 1951–20 dicembre 1955) | |
| 16 |                                  | Richard Gardiner Casey, barone Casey, KG, GCMG, CH, DSO, MC, PC (Brisbane, 29 agosto 1890 – Berwick, 17 giugno 1976)                        | 7 maggio 1965    | 30 aprile 1969   | Membro del Parlamento per Corio (1931–1940) Membro del Parlamento per La Trobe (1949–1960) Tesoriere d'Australia (3 ottobre 1935–26 aprile 1939) Ambasciatore negli Stati Uniti d'America (1º febbraio 1940–20 aprile 1942) Governatore del Bengala (14 gennaio 1944–19 febbraio 1946) Ministro dei Lavori e dell'Edilizia Abitativa (19 dicembre 1949–17 marzo 1950) Ministro Incaricato del Commonwealth per l'Organizzazione della Ricerca Scientifica e Industriale (23 marzo 1950–4 febbraio 1960) Ministro dei Territori Esterni (26 aprile 1951–11 maggio 1951) Ministro degli Affari Esteri (11 maggio 1951–4 febbraio 1960) | |
| 17 |                                  | Sir Paul Meernaa Caedwalla Hasluck, KG, GCMG, GCVO (Fremantle, 1º aprile 1905 – Perth, 9 gennaio 1993)                                      | 30 aprile 1969   | 11 luglio 1974   | Membro del Parlamento per Curtin (11 dicembre 1949–12 febbraio 1969) Ministro dei Territori (11 maggio 1951–18 dicembre 1963) Ministro della Difesa (18 dicembre 1963–24 aprile 1964) Ministro degli Affari Esteri (24 aprile 1964–11 febbraio 1969) | |
| 18 |                                  | Sir John Robert Kerr, AK, GCMG, GCVO, QC (Sydney, 24 settembre 1914 – Sydney, 24 marzo 1991)                                                | 11 luglio 1974   | 8 dicembre 1977  | Giudice capo del Nuovo Galles del Sud (23 maggio 1972–27 giugno 1974) Luogotenente governatore del Nuovo Galles del Sud (16 maggio 1973–27 maggio 1974) | |
| 19 |                                  | Sir Zelman Cowen, AK, GCMG, GCVO, QC (Melbourne, 7 ottobre 1919 – Toorak, 8 dicembre 2011)                                                  | 8 dicembre 1977  | 29 luglio 1982   | Vice Cancelliere dell'Università del New England (1966–1970) Vice Cancelliere dell'Università del Queensland (1970–1977) Prevosto dell'Oriel College (1982–1990) | |
| 20 |                                  | Sir Ninian Stephen, KG, AK, GCMG, GCVO, KBE, QC(Henley-on-Thames, 15 giugno 1923 – Melbourne, 29 ottobre 2017)                              | 29 luglio 1982   | 16 febbraio 1989 | Giudice della Corte Suprema di Victoria (30 giugno 1970–29 febbraio 1972) Giudice della Corte Suprema dell'Australia (1º marzo 1972–11 maggio 1982) | |
| 21 |                                  | William George Hayden, AC (Brisbane, 23 gennaio 1933)                                                                                       | 16 febbraio 1989 | 16 febbraio 1996 | Membro del Parlamento per Oxley (9 dicembre 1961–8 ottobre 1988) Ministro della Sicurezza Sociale (19 dicembre 1972–6 giugno 1975) Tesoriere d'Australia (6 giugno 1975–11 novembre 1975) Ministro degli Affari Esteri e del Commercio (11 marzo 1983–17 agosto 1988) | |
| 22 |                                  | Sir William Patrick Deane, AC, KBE (Melbourne, 4 gennaio 1931)                                                                              | 16 febbraio 1996 | 29 giugno 2001   | Giudice della Corte Suprema dell'Australia (25 giugno 1982–11 novembre 1995) | |
| 23 |                                  | Peter Hollingworth, AC, OBE (Adelaide, 10 aprile 1935)                                                                                      | 29 giugno 2001   | 28 maggio 2003   | | |
| 24 |                                  | Michael Jeffery, AC, CVO, MC (Wiluna, 12 dicembre 1937-2020)                                                                                | 11 agosto 2003   | 5 settembre 2008 | Comandante della 1ª divisione (1985–1988) Vice capo di Stato maggiore (1990–1991) Governatore dell'Australia Occidentale (1º novembre 1993–17 agosto 2000) | |
| 25 |                                  | Dame Quentin Bryce, AC (Brisbane, 23 dicembre 1942)                                                                                         | 5 settembre 2008 | 28 marzo 2014    | Governatore del Queensland (29 luglio 2003–29 luglio 2008) | |
| 26 |                                  | Sir Peter Cosgrove AK, MC (Sydney, 28 luglio 1947)                                                                                          | 28 marzo 2014    | 1º luglio 2019   | | |
| 27 |                                  | David Hurley (Wollongong, 26 agosto 1953)                                                                                                   | 1º luglio 2019   | 1º luglio 2024   | Governatore del Nuovo Galles del Sud (2 ottobre 2014-1º maggio 2019) | |
| 28 |                                  | Sam Mostyn (Canberra, 13 settembre 1965) | 1º luglio 2024   | in carica        | Re Carlo III (2022-presente) | |